# Andropolia olorina
Andropolia olorina là một loài bướm đêm thuộc họ Noctuidae. Nó được tìm thấy ở California và Nevada.
Sải cánh dài khoảng 50 mm.

## Phụ loài
- Andropolia olorina olorina
- Andropolia olorina australiae